# 184

## Nașteri
- dată necunoscută: Origene  (d. 254)